# Agrostis pubicallis
Agrostis pubicallis é uma espécie de gramínea do gênero Agrostis, pertencente à família Poaceae.